# Percnia guttata
Percnia guttata là một loài bướm đêm trong họ Geometridae.